# マイケル・マルヘレン
マイケル・マルヘレン（Michael Mulheren）は、アメリカ合衆国の俳優。

## 出演作品
- ロード・トゥ・ヘル